# Cal Maristany (Subirats)
Cal Maristany és una masia noucentista de Subirats (Alt Penedès) protegida com a Bé Cultural d'Interès Local.

## Descripció
Masia de grans dimensions de planta rectangular, composta de planta baixa i pis, amb coberta a dues aigües de teula àrab. A la façana nord hi podem veure, a la primera planta, una arcada correguda amb arcs carpanells de cinc punts, amb motllures i capitells, finestres rectangulars amb ampits i dintells motllurats. També trobem alguns òculs. A la façana sud, en canvi, els arcs carpanells són més rebaixats i també hi trobem òculs.
La capçalera té una torre quadrangular composta de planta baixa, pis i golfes, amb cobertes a quatre aigües amb bigues de fusta rematades per mènsules. A la primera planta hi ha un balcó corregut i finestres geminades amb arcs carpanells de cinc punts a les golfes. A l'entrada principal destaca un baluard.
Al voltant d'aquest edifici principal n'hi ha d'altres, amb funció agrícola. Totes aquestes edificacions resten tancades per un baluard que presenta un gran portal d'entrada d'arc rebaixat, emmarcat amb dovelles de pedra i coronat per un frontó triangular.

## Història
Aquesta masia no té tradició pairalística, en ser una construcció moderna, bastida entre els anys 1910-1912. Pere Guerau Maristany i Oliver (1863-1927), qui projectà la construcció de l'edifici, fou un industrial i mecenes, ennoblit l'any 1911 pel rei Alfons XIII, amb el títol de comte de Lavern.
Durant la Guerra Civil, Can Maristany va ser utilitzada els anys 1938 i 1939 com escola de pilots d'aviació de l'exèrcit republicà. Tot i ser de Subirats era coneguda i anomenada 'escuela de capacitación de pilotos de San Sadurní d'Anoia (anexa de la escuela de formación de pilotos de Sabadell - Barcelona)', ja que la Comandància de l'exèrcit de l'aire estava al c. Sant Antoni de Sant Sadurní d'Anoia. En aquell moment el propietari de la casa era Jacint Maristany, III comte de Lavern. Es van fer dues promocions de pilots: la primera de juny i juliol a desembre de 1938, la segona va entrar el gener de 1939. L'escola estava vinculada als camps d'aviació del Pla del Penedès, Sabadell i l'aeròdrom Canudas.
En la finca, dedicada a celler des de l'inici, la família Mata Feixas elabora des del 2016 els vins Carles de Lavern.